# NGC 6967
NGC 6967 (również PGC 65385 lub UGC 11630) – galaktyka spiralna (S0-a), znajdująca się w gwiazdozbiorze Wodnika. Odkrył ją 27 sierpnia 1857 roku R.J. Mitchell – asystent Williama Parsonsa. Należy do galaktyk Seyferta typu 2.